# Vesicularia perangusta
Vesicularia perangusta är en bladmossart som beskrevs av Hugh Neville Dixon 1943. Vesicularia perangusta ingår i släktet Vesicularia och familjen Hypnaceae. Inga underarter finns listade i Catalogue of Life.